# Liga de fútbol de Granada
La GFA Premier Division es la principal competencia de fútbol a nivel de clubes de Granada, se disputa desde 1983, sin embargo, se tiene registro que el QPR SC ganó la liga en 1975. La liga es organizada por la Asociación de Fútbol de Granada.

## Formato
Se juega bajo el sistema de todos contra todos a 2 vueltas. El que realice más puntos será el campeón, mientras que los últimos 2 lugares de la liga descienden a la división inferior.
Los equipos de Granada no participan (excepto la temporada 2003) en el Campeonato de Clubes de la CFU ni en la Liga de Campeones de la Concacaf.

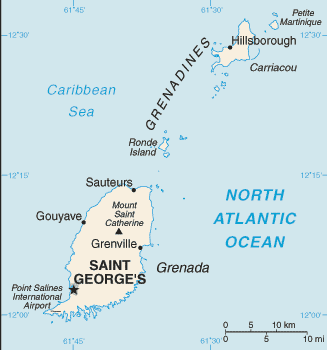
Granada.

## Equipos temporada 2025
| Equipo              | Ciudad       | Estadio                    |
| ------------------- | ------------ | -------------------------- |
| FC Camerhogne       | Saint George | Roy St. John Playing Field |
| Hard Rock           | Sauteurs     | Plains Recreation Ground   |
| Hurricane SC        | Victoria     | Alston George Park         |
| North Stars         | Saint George | Fond Playing Field         |
| Paradise            | Paradise     | Progress Park              |
| Queens Park Rangers | Saint George | Roy St. John Playing Field |
| SAB Spartans SC     | Grenville    | Victoria Park              |
| Shamrock            | Rose Hill    | Plains Recreation Ground   |
| St David's United   | St. David    | Beausejour Playing Field   |
| St. John's SC       | Gouyave      | Cuthbert Peters Park       |

## Palmarés
| Temporada | Campeón                |
| --------- | ---------------------- |
| 1975-76   | Queens Park Rangers SC |
| 1982      | Queens Park Rangers SC |
| 1984      | Queens Park Rangers SC |
| 1986      | Carenage FC            |
| 1994      | Queens Park Rangers SC |
| 1995      | Queens Park Rangers SC |
| 1996      | Barba Super Stars      |
| 1997      | Seven Seas Rock City   |
| 1998      | Fontenoy United FC     |
| 1999      | SAFL                   |
| 2000      | GBSS FC                |
| 2001      | GBSS FC                |
| 2002      | Queens Park Rangers SC |
| 2003      | Carib Hurricane FC     |
| 2005      | ASOMS Paradise         |
| 2006      | Carib Hurricane FC     |
| 2007      | ASOMS Paradise         |
| 2008      | Carib Hurricane FC     |
| 2011      | Hard Rock FC           |
| 2012      | Hard Rock FC           |
| 2013      | Hard Rock FC           |
| 2014      | ASOMS Paradise         |
| 2015      | Carib Hurricane FC     |
| 2017-18   | Carib Hurricane FC     |
| 2018-19   | Paradise FC            |
| 2021-22   | Carib Hurricane FC     |
| 2023-24   | Paradise FC            |
| 2024-25   | Paradise FC            |

## Títulos por club
| Club                              | Campeón | Años campeón                       |
| --------------------------------- | ------- | ---------------------------------- |
| Carib Hurricane FC                | 6       | 2003, 2006, 2008, 2015, 2018, 2022 |
| Paradise FC (ASOMS Paradise)      | 6       | 2005, 2007, 2014, 2019, 2024, 2025 |
| Queens Park Rangers SC            | 4       | 1984, 1994, 1995, 2002             |
| Hard Rock FC                      | 3       | 2011, 2012, 2013                   |
| Grenada Boys Secondary School FC  | 2       | 2000, 2001                         |
| Carenage FC                       | 1       | 1986                               |
| Barba Super Stars                 | 1       | 1996                               |
| Seven Seas Rock City              | 1       | 1997                               |
| Fontenoy United                   | 1       | 1998                               |
| St Andrews Football League (SAFL) | 1       | 1999                               |

## Máximos goleadores
| Año  | Máximos goleadores | Equipo  | Goles |
| 2005 | Nigel Bishop       | GBSS FC | 15    |

## Clasificación histórica
- Clasificación histórica la Liga de fútbol de Granada desde la temporada 2003 bajo el nombre de la GFA Premier Division hasta la finalizada temporada 2018-19. No incluye resultados desconocidos o abandonados en algunas temporadas.
- En color azul los equipos que disputan el Liga de fútbol 2021.
- En color verde los equipos que disputan el Liga de Conferencia 2021.

| N.º | Club                              | Temp. | P.D. | P.G. | P.E. | P.P. | G.F. | G.C. | Dif. | Puntos |
| --- | --------------------------------- | ----- | ---- | ---- | ---- | ---- | ---- | ---- | ---- | ------ |
| 1   | Paradise FC                       | 13    | 235  | 159  | 34   | 44   | 561  | 250  | +311 | 505    |
| 2   | Carib Hurricane FC                | 13    | 235  | 131  | 51   | 53   | 430  | 259  | +171 | 444    |
| 3   | QPR SC                            | 13    | 234  | 102  | 58   | 74   | 397  | 321  | +76  | 364    |
| 4   | Hard Rock FC                      | 12    | 218  | 109  | 34   | 75   | 368  | 277  | +91  | 361    |
| 5   | GBSS FC                           | 12    | 215  | 81   | 58   | 76   | 301  | 291  | +10  | 302    |
| 6   | Fontenoy United FC                | 11    | 197  | 70   | 45   | 82   | 254  | 289  | -35  | 255    |
| 7   | Eagles Super Strikers FC          | 8     | 146  | 50   | 37   | 60   | 219  | 250  | -31  | 186    |
| 8   | St. John's SC                     | 6     | 109  | 48   | 20   | 41   | 176  | 162  | +14  | 167    |
| 9   | Chantimelle FC                    | 7     | 128  | 39   | 25   | 64   | 175  | 224  | -49  | 142    |
| 10  | Mount Rich SC                     | 4     | 74   | 27   | 16   | 31   | 124  | 143  | -19  | 97     |
| 11  | Morne Jaloux FC                   | 3     | 52   | 16   | 12   | 24   | 66   | 73   | -7   | 60     |
| 12  | South Stars FC                    | 3     | 54   | 13   | 12   | 27   | 70   | 125  | -55  | 57     |
| 13  | Ball Dogs FC                      | 4     | 72   | 13   | 15   | 44   | 79   | 131  | -52  | 54     |
| 14  | Boca Juniors FC                   | 3     | 54   | 14   | 11   | 29   | 72   | 111  | -39  | 53     |
| 15  | Springs FC                        | 3     | 53   | 10   | 19   | 24   | 37   | 75   | -38  | 49     |
| 16  | Happy Hill FC                     | 3     | 54   | 12   | 12   | 30   | 62   | 97   | -35  | 48     |
| 17  | Police FC                         | 3     | 54   | 9    | 17   | 28   | 55   | 95   | -40  | 45     |
| 18  | FC Camerhogne                     | 2     | 36   | 9    | 7    | 21   | 41   | 73   | -32  | 33     |
| 19  | Five Stars FC                     | 2     | 36   | 4    | 6    | 26   | 41   | 102  | -61  | 18     |
| 20  | St. Andrews FL                    | 1     | 18   | 3    | 5    | 10   | 21   | 35   | -14  | 14     |
| 21  | SAB Spartans SC                   | 1     | 19   | 4    | 2    | 13   | 21   | 43   | -22  | 14     |
| 22  | TA Marryshow Community College FC | 1     | 20   | 2    | 3    | 15   | 17   | 52   | -35  | 9      |
| 23  | Willis Youths FC                  | 1     | 18   | 2    | 2    | 4    | 9    | 32   | -23  | 8      |
| 24  | Carenage FC                       | 1     | 17   | 1    | 2    | 14   | 16   | 57   | -41  | 5      |
| 25  | New Hampshire United FC           | 1     | 18   | 1    | 0    | 17   | 8    | 54   | -46  | 3      |